# W.L.O.世界恋愛機構
『W.L.O.世界恋愛機構』（ダブリューエルオー せかいれんあいきこう）は、あかべぇそふとつぅより2009年3月26日に発売されたアダルトゲームである。当初発売は2008年夏予定とされていたが、原画担当者であるえきすぱあとがAKABEiSOFT2を離脱したため延期された。キャッチコピーは 『未来のために、いま恋をしよう。』
ファンディスクの『W.L.O.世界恋愛機構L.L.S. -LOVE LOVE SHOW-』が2009年9月24日に発売された。
2010年6月3日、5pb.よりXbox 360移植版が発売された。当初は2010年4月29日発売予定だったがプログラムに不具合が発生し、発売延期になっている。Xbox 360版ではグラフィックがHD画質に描き直され、新規イベントCGを追加。Windows版にあったHシーンはCGの差し替えとテキストの変更により性的描写が削除され、純粋な恋愛AVGとなっている。

## ストーリー
慢性的な少子化による人口減少が、世界中で深刻な問題になっている2017年……音羽学園に通う主人公の黒田祐樹は極度の女性恐怖症が原因で、幼馴染の久坂愛奈とは中学時代から疎遠になったまま、恋愛とは無縁の高校生活を送っていた。だがある日、祐樹はクラスメイトの五百倉蛍と図書委員の仕事で図書室に向かった際、突然図書室に閉じ込められて無数のサングラスを掛けた者たちに取り囲まれ、蛍からこう告げられる。
『おめでとう、黒田祐樹殿。貴方には恋愛をする自由と義務が与えられたわ。』
蛍は自らを『W.L.O.世界恋愛機構』の一員だと名乗り、世界的な少子化を救う切り札として子沢山の遺伝子を持つ祐樹が選ばれたのだと告げ、さらに幼馴染で祐樹との性行為の相性がいいという理由で、祐樹に愛奈と恋愛をする事を強要してくる。蛍は祐樹と愛奈が結ばれなければ自分は解雇されると言うのだが、祐樹はあまりにも一方的で理不尽な要求であるが故にそれを断固拒否。蛍を振り切って窓から飛び降りて図書室から逃亡するのだが、蛍は凄まじい執念で祐樹を追い掛ける。この時から祐樹の運命は大きく変わっていくのだった……。

## 登場人物

### 主人公
黒田祐樹（くろだ　ゆうき）
声：なし
身長：175cm、血液型：A型
音羽学園3-11。好きなもの：コーヒー牛乳。
本編の主人公。子だくさんの遺伝子を持っているため、世界的に問題になっている少子化を救う切り札としてWLOの更生対象に選ばれる。勉強・運動ともに平均より少し下くらいで、女性に対する対人恐怖症である。恋愛など自分には程遠いと考えていたが、WLOの積極的な勧誘によって徐々に自分から活動に参加していくようになる。
幼馴染の愛奈とは中学時代までは仲が良かったのだが、ある事件をきっかけに現在は疎遠になっており、その時の記憶が曖昧になっている。
ライカ・エニシング
声：不明
ファンディスク『W.L.O.世界恋愛機構L.L.S. -LOVE LOVE SHOW-』の主人公で、NOAに所属する少女。見た目は依那よりも身長が小さい子供なのだが、それでも次期エース候補と呼ばれている程の優秀な人物である。本編でも特定のルートで登場する。
NOAの命令で音羽学園に編入する事になり、かつてWLOの更生対象だった祐樹の調査をする事になる。

### ヒロイン
久坂愛奈（くさか　あいな）
声：佐本二厘
身長：163cm　3サイズ：85・59・88　血液型：A型
音羽学園3-11。音羽学園祭実行委員。
好きなもの：コーヒー牛乳、甘い物
祐樹の幼馴染でクラスメイト。家が隣同士で昔は仲が良かったのだが、中学時代の『ある事件』がきっかけとなって最近は疎遠になっている。明るい性格と面倒見の良さでクラスのお姉さん的存在だが、一度怒ると手が付けられない。お隣さんで性行為の相性がいいという理由から、黒田祐樹の恋愛対象としてWLOのターゲットとなる。男子からは結構人気があるのだが、本人は気づいていない。
祐樹の事をよく見ており、意識している部分もある。特に祐樹の発言には敏感で赤面したり無理をしたりすることもある。中学時代にコーヒー牛乳を祐樹と飲むよう（本人曰く中毒に）になったため好きになった。蛍曰く、結婚しても怒らせるようなことをしてはダメな存在（知ろうとしないのも処世術の一つらしい）。
五百倉蛍（いおろい　ほたる）
声：風音
身長：160cm　3サイズ：86・57・87　血液型：B型
音羽学園3-11(図書委員会)。
好きなもの:麺類、辛い物、亀、猛禽類
祐樹を更生対象とするWLO東日本第7支部の班長。冷静沈着でいつも本を読んでいる。上からの命令で祐樹に恋愛をさせようとするが、彼があまりにもヘタレで女性恐怖症であるが故に苦労が多い。中指でメガネを上げる癖がある。「ソバ毛」と言われると非常に怒り、カップラーメンを侮辱する者には殺意を抱く。料理が得意であり、一度食べた料理の味をレシピ無しで完璧に再現することができる。
上からの命令で無理矢理祐樹の担当者にさせられたらしく、彼と愛奈の恋愛を成立出来なければWLOを解雇されるらしい。
アリサ・クレイン・フェミルナ
声：海原エレナ
身長：168cm、3サイズ：92・62・90　血液型：O型
音羽学園3-11。フランス出身、イギリス＋アメリカ×日本の混血。
好きなもの：ビターチョコ、ひなたぼっこ
祐樹の更生が始まった直後に転入してきた少女でNOA構成員。通称｢エース｣。7カ国語を自在に操り、海外で飛び級するほどの天才で、武術も習っておりズバ抜けた身体能力を有している優秀な人物だが、肝心な所で間が抜けた面もある。任務達成率は117％（内17.7％は他人の任務での成功率）を誇るが、蛍が絡んだ任務は全て失敗している。蛍曰く、蛍がアリサより優秀なのではなく相性の問題らしい。自分ではクールだと思っているようだが、喜怒哀楽が激しく、周りがそう思っているは怪しい。
病弱なサラサの事をとても気に掛けており、暇を見つけては入院先の病院を訪れてサラサの面倒を見ている。しかしあまりにもサラサにべったりなため、早川先生から「姉妹百合」とからかわれることも。
サラサ・クレイン・フェミルナ
声：松永雪希
身長：155cm　3サイズ：74・58・84　血液型：AB型
アリサの妹。イギリス＋アメリカ×日本の混血。
好きなもの：梅干し、ひなたぼっこ
特殊な病気を患っていて、長期間入院している。姉とは反対に人当たりの良い落ち着いた性格。本の虫で、言葉の端々にロマンスの欠片が見える。梅干しは日本の英知の結晶と力説するほど好き。
依那 （いな）
声：民安ともえ
身長：148cm　3サイズ：71・55・77　血液型：アルカリ型
音羽学園2年。WLO補助ロボット。
好きなもの：オムライス、卵料理、メガネ
主人公の恋愛のサポートのために送られてきたWLO製のサポートロボット。WLO作戦中のコードネームは『リリィ』。ロボットとは思えないほど人間臭く、何事にも全力で、天性のドジっぷり。記憶力が悪く、自分の正式名称や型番も言えない。いつも冷静な蛍に憧れ、似合わない眼鏡を頭の上に乗せて居る。正式名称は、WLO東日本第七支部構成員補助用局地作戦向け自立型支援機「RRGDEE搭載型フィギマキナ LillyシリーズV201-7」。
早川 優梨子（はやかわ　ゆりこ）
声：松田理沙
身長：157cm　3サイズ：79・57・79　血液型：A型
音羽学園2年。音羽学園祭実行委員。
好きなもの：わんこ蕎麦、ロマンス、耽美
祐樹の一つ下の後輩で、丙晃一郎の幼馴染。恥ずかしがり屋だが夢見がちで、よく妄想をしては鼻血を出して倒れている。切羽詰まるととんでもないことを口走る。丙のことを｢ひーちゃん｣と呼ぶ。丙と幼馴染のため、付き合っていると勘違いされているが本人共々否定している。
校医の早川眞理子とは姉妹。幼い頃から一人でいる事が多く、何かと楽しい事を妄想していたため、コミュニケーションが不足しており男性恐怖症になった。妄想を始めると周りが見えなくなりしばらくは戻ってこれない。寝つきが良く、一度寝てしまうと7時間30分は起きない。鼻血が慢性的になってしまったのは姉の眞理子が原因だが本人は悪びれた様子もなく面白がっている。

### サブキャラクター
沖田恵（おきた めぐみ）
声：夏野こおり
WLO東日本第7支部所属の現場オペレーター兼、喫茶店『ポトス』のウェイトレス。コードネームは『オーグリッド』。人当たりや良くて明るく接しやすい性格をしている。主に祐樹の精神面のケアを担当している。
花崎雪絵（はなさき ゆきえ）
声：冬宮メア
WLO東日本第7支部所属の現場オペレーター兼、喫茶店『ポトス』のウェイトレス。コードネームは『レンディアント』。常にのほほんとしているが身体能力は非常に高く、相当な武術の使い手でもある。主に祐樹の身体能力の訓練と美容の教師を担当している。
菜原捺（なはら なつ）
声：黒木まゆ
WLO東日本第7支部所属の現場オペレーター兼、喫茶店『ポトス』のウェイトレス。クールな性格をしており、喜怒哀楽を全く態度に表さない。祐樹と顔を合わせる度に容赦無い毒舌を浴びせる。主に祐樹の勉強の教師を担当している。
ソラリス・エニモワ
声：安玖深音
NOAに所属する少女。アリサの16番目の専属オペレーターであり、コードネームは『プロメテウス』。アリサからは『ソラ』と呼ばれており、アリサを『エース』と呼び合い強い絆で結ばれている。自分を表す際に「S27」と書く。
常に冷静沈着であり、どんな危機的な状況でも取り乱さずに瞬時に優れた状況判断をし、どこか抜けた面があるアリサを的確にサポートしている。次期エース候補でもあるため7ヶ国語を自在に操り、容姿端麗、頭脳明晰、ズバ抜けた身体能力を有しており武術も習っている優秀な人物である。携帯電話を改造するとAGPS、SSSL、UCMD、FFRTP等と言ったプロテクトの他に生体認証まで組み込まれ、他人が操作できる代物ではなくなってしまう。捺曰く、『非武装のステルス戦闘機のようなもの』
姫里紗枝（ひめさと さえ）
声：さくらはづき
3-11の担任で国語教諭の20代後半の女性。ガサツで乱暴な性格をしており、さらに合法違法問わずに賭け事にも興じるなど、教師としてはあまりにも問題のある人物である。それでも生徒たちの事を大切に想っている。愛称は「姫先生」。
何か面白い事があるとすぐに首を突っ込みたがり、生徒から仲間外れにされるのを極度に嫌う。クラスの誰か1人でも周囲から孤立する事を決して許さず、あらゆる学校行事に全員参加を厳命してでもクラスに強い絆を結ばせようとする。それ故に周囲から孤立しがちな蛍の事を何かと気に掛けている。
何かイベントがある度に同僚と賭け事をしているがほとんど負けている。クラスメイト達に問い詰められると目をそらしカタコトになる。ノリで誤魔化そうとするが空振りすることもある。
帝崎楓（みかどざき かえで）
声：西陣波那多
優梨子の親友。ラクロス部。男勝りで強気の性格をしているが、幽霊などの怖い物が大の苦手。優梨子のことをとても大切に想っており、彼女に手出しをする者には決して容赦しない。
五百倉光（いおろい ひかり）
声：岩佐純
WLO東日本関東ブロック区長で、蛍の姉。達人クラスの化粧の腕を誇り、これまで2万人もの女性たちのメイクを手がけた実績を誇るが、初対面の祐樹に対して女性向けのメイクを施して性転換を薦めるなど、何を考えているのか分からない一面もある。眞理子とは親友同士で、過去に何らかの因縁がある。
早川眞理子（はやかわ まりこ）
声：篠崎双葉
音羽学園の校医で優梨子の姉。光の親友。元WLOの科学者で現在は退いて校医をしているが、NOAで非常勤で務めている。サラサの主治医でもあるが、アリサからは嫌われている。
雨畑散子（あめはた ちりこ）
声：紫華すみれ
3-11のクラスメイト。演劇部部長。丙とは相性が悪いらしく、何かある度に突っかかっている。
丙晃一郎（ひのえ こういちろう）
声：鹿江悠
数少ない主人公の友達で早川優梨子の幼なじみ。
滝田宗治（たきた そうじ）
声：木島宇太
NOAに選ばれた、祐樹と同様に子沢山の遺伝子を持つ青年。アリサの更生対象となり、彼女の命令で愛奈を祐樹から奪い取ろうとする。
沖田勲（おきた いさお）
声：秋山樹
WLO第三部隊隊長、喫茶店『ポトス』のオーナー。恵の父親。職業に関する資格を多数所持しているため、登場するほとんどの店のオーナーを務めている。ケーキ作りに関してはプロの領域（恵がねだるようになり凝り性のため上達したらしい）。
サポートを務めているが大半は狙撃者（スナイパー）。
ベルベット
声：成瀬未亜
日本WLO総帥。年齢は不詳だが見た目は小学生の女の子である。口癖は「やむやむ」。
見た目とは裏腹に豊富な知識を有するが、WLOのメンバーには完全に子供扱いされてしまっている。
花巻真希菜（はなまき まきな）
声：千流雫
第十三回音羽学園祭実行委員長。
黒田母
声：芹園みや
主人公の母。本名は不明。
コーデュロス
声：なし
NOAの総帥で、本作では名前のみの登場。愛称は『コーディー』で、アリサからは『ボス』と呼ばれている。ベルベットとは壊滅的なまでに仲が悪いらしく、それがWLOとNOAが対立している最大の要因となっている。

### 蛇足戦隊QQQQQ（カルテットファイブ）
特定ルートに登場する、存在自体が蛇足な戦隊。全員がサブキャラ扱いとなっており、山下以外は顔グラフィックが存在しない。なお、この5人や上記の雨畑と丙以外のクラスメイトにも全員名前と性格が設定されている。
山下 紀嗣（やました のりつぐ）：一人上手なギタリスト / カルテットレッド
声：空乃太陽
3-11のクラスメイト。かなりのスケベで変態であり、女子からは煙たがられている。
それゆえ「エロマエストロ」の二つ名を頂く。奴が操るのは劣情、情欲、衝動。
伊藤 旭（いとう あきら）：弦が二本足りないチェリスト / カルテットブラック
声：不明
3-11のクラスメイト、三藤その1。ニキビが気になるのでスキンケアを欠かさない。
遠藤 虎壱（えんどう とらいち）：リードがコンニャクのオーボエ / カルテットブルー
声：不明
3-11のクラスメイト、三藤その2。名前負け、お調子者、ヒーローを未だに信じている。
鈴川 清花（すずかわ さやか）：儚き第一ヴァイオリン / カルテットイエロー
声：不明
3-11のクラスメイト、おバカ。ナイチチ、思ったままに行動する。
加藤 夏帆（かとう かほ）：爪弾く第二ヴァイオリン / カルテット山吹色
声：不明
3-11のクラスメイト、三藤その3。隠れ巨乳で、さらしを巻いて胸を隠している。遠藤が好き。

## 作中の重要用語
WLO
「World Love Organization」の略。直訳すると「世界恋愛機構」。世界レベルでの慢性的な少子化による、急激な人口減少に歯止めを掛けるために結成された組織で、世界中に支部が存在する。その存在は表に出ていない裏社会の組織であり、国家レベルでの影響力も持ち合わせているなど、豊富な組織力と資金を有している。就こうと思えば誰でも構成員になることができるが、班長など上を目指す場合は厳しい試験をクリアしなければならない。
主な活動は数多くのカップルを誕生させて結婚から子作りまでサポートし、それによって少子化を食い止めることである。まずは恋人がいない「更生対象」を選出して恋愛に関するノウハウを学ばせ、さらに更生対象との相性が良いと判断された異性を「ターゲット」とし、更生対象をターゲットとの恋愛成就へと導く。
更生対象に選ばれた者は、構成員からWLOの理念に関する説明を一通り受けることになるのだが、実際にWLOの理念に賛同してターゲットとの恋愛を目指すかまでは強制ではなく、すべて更生対象の意志に一任される。また更生対象が希望するならターゲットを別の異性へと変更することも可能である。更生対象がWLOと契約した時点で専属の「担当」が付き、ターゲットとの恋愛をサポートしていくことになる。ただし更生対象にはWLOの存在を秘匿にする義務が生じ、守らなければ様々な手段で口封じをされてしまう。
物語序盤では祐樹が「更生対象」、蛍が祐樹の「担当」、愛奈が「ターゲット」となっている。
活動によって無事に恋愛が成就すれば「経過観察対象」となってWLOから補助金を受け取ることができるようになり、さらに結婚から子作りまでWLOによるサポートを受けることが可能となる。
NOA
「Nothing Or All」の略。直訳すると「無または全て」。基本的な活動はWLOと同じだが、更生対象とターゲットを本当の意味での「恋愛」へと導くWLOと違い、更生対象やターゲットに対する恋愛の強要、さらにはマインドコントロールさえも何のためらいも持たないなど、目的のためなら手段を選ばない。NOAの構成員はおろか更生対象やターゲットさえも、恋愛成就のための「駒」としてしか扱っていない。WLOと違い構成員になるための条件は非常に厳しく、最低条件は7か国語が操れること。
基本理念に反するが故にWLOとは敵対関係にあるが、特に険悪な関係というわけではなく、どちらかというと「ライバル会社」「商売敵」のような関係であり、利害関係が一致した場合はWLOと協力し合うこともある。
物語序盤では宗治が「更生対象」、アリサが宗治の「担当」、愛奈が「ターゲット」となっている。

## その他
LOVESICK PUPPIES-僕らは恋するために生まれてきた-と世界観を同じくする。本作の登場人物の親戚が登場する。

## 製作スタッフ
- 企画・シナリオ：安堂こたつ
- 原画：有葉（あるふぁ）、浅海朝美
- プログラム：SIN?
- オープニング・エンディング：Mju:z
- BGM：tiko-μ

## 主題歌
- オープニングテーマ 「ラブパラダイス」
  - 作詞：wight
  - 作曲・編曲：bassy
  - 歌：片霧烈火
- Xbox 360 W.L.O. 世界恋愛機構 オープニングテーマ「ワタシ☆LOVEな☆オトメ！」
  - 作詞・作曲：桃井はるこ　
  - 編曲：上野浩司
  - 歌：アフィリア・サーガ・イースト
- 挿入歌 「VIVA! W.L.O.!! - 弱気なキミに捧げる応援歌-」
  - 作詞・歌：片霧烈火(CLOSED/UNDERGROUND)
  - 作曲・編曲：羽鳥風画
  - コーラス：みんマンションズ DE Viva la W.L.O.、ITAMAE、佳織みちる、神月 社、白雪みるく、橋本鏡也、藤枝あかね、ぺーじゅん、Morrigan
- 久坂愛奈エンディングテーマ 「Everywhere With You」
  - 作詞・作曲・編曲 : bassy
  - 歌：Barbarian On The Groove feat.霜月はるか
- アリサ・クレイン・フェミルナエンディングテーマ 「My fairytale」
  - 作曲・編曲：羽鳥風画
  - 作詞・歌唱：片霧烈火(CLOSED/UNDERGROUND)
- サラサ・クレイン・フェミルナエンディングテーマ 「カケガエノナイモノ」
  - 作詞・作曲・編曲：wight
  - 歌：Barbarian On The Groove feat.真理絵
- 早川優梨子エンディングテーマ 「妄想　Let's Go!!」
  - 作詞・作曲・編曲：bassy
  - 歌：Barbarian On The Groove feat.茶太
- 五百倉蛍エンディングテーマ 「Richesses」
  - 作詞：wight
  - 作曲：mo2
  - 歌：Barbarian On The Groove feat.カヒーナ
- 依那エンディングテーマ 「Lovely Rocket」
  - 作詞・作曲・編曲：wight
  - 歌：Barbarian On The Groove feat.Miglen

## 書籍
W.L.O.世界恋愛機構　ビジュアル・ガイドブック
JIVE出版、2009年7月1日発売
ISBN 978-4861766916

## CD
Barbarian On The Groove Works Collection
オープニングテーマ 「ラブパラダイス」収録
導きのハーモニー（2010年4月28日発売）
久坂愛奈エンディングテーマ 「Everywhere With You」収録
Xbox 360 W.L.O. 世界恋愛機構 OPテーマ「ワタシ☆LOVEな☆オトメ！」（5pb.、2010年4月28日発売）
W.L.O. ボーカルコレクション　(2010年7月21日発売)
OPテーマ、EDテーマ等　全9曲収録